# Giampaolo Sodano
Giampaolo Sodano (Roma, 24 ottobre 1942) è un dirigente d'azienda, politico e giornalista italiano.

## Biografia
Entra in giovane età in Rai nel 1966 come funzionario programmi e nel 1971 diviene giornalista professionista. Socialista, negli anni '70 collabora con l'Avanti! ed è vicesegretario regionale del Lazio del PSI.
È stato eletto deputato alla Camera nella IX legislatura dal 1983 al 1987, eletto nel collegio di Roma nella lista del PSI: in quella legislatura è stato componente della Commissione Istruzione e Cultura e della commissione di vigilanza Rai.
Tornato in Rai dopo la parentesi parlamentare, viene nominato alla fine degli anni ottanta vicepresidente della Sipra, la concessionaria di pubblicità dell'azienda, e nel 1989 direttore di Rai 2 fino al 1993.
Tra le trasmissioni lanciate da Sodano vi è Detto tra noi e In famiglia; oltre a queste, Sodano portò nella seconda rete Rai il genere della fiction e della soap opera, tra cui Beautiful.
Nel 1995 il presidente della Rai, Letizia Moratti, lo nomina direttore della produzione e degli acquisti dell'emittente. Intanto nel febbraio 1994 era stato nominato presidente della Sacis, consociata che commercializza i prodotti Rai. Nel 1995 fonda, e ne è il primo presidente, il festival internazionale del cinema d'animazione Cartoons on the Bay. È presidente per tre edizioni degli Incontri internazionali del Cinema di Sorrento. Lasciata la Rai, nel 1997 viene chiamato da Silvio Berlusconi al vertice di Canale 5, ma presto entra in conflitto con Maurizio Costanzo; a marzo 1998 dà le dimissioni ed esce da Mediaset.
Diviene amministratore delegato della casa di distribuzione cinematografica Eagle Pictures. Presidente dell'Unidim, l'Unione dei distributori cinematografici multimediali dell'ANICA, nel 2004 si candida senza successo alla presidenza dell'ANICA, la Confindustria del cinema.
Torna allora alla politica, eletto coordinatore nel II congresso romano di Forza Italia, incarico lasciato dopo le elezioni politiche del 2006, dove è stato candidato alla Camera nelle liste di FI nel collegio del Lazio, ma non eletto.
Dal 28 gennaio 2008 è vicepresidente di Sitcom, gruppo televisivo che produce tra gli altri i canali satellitari Alice, Leonardo, Marcopolo e Nuvolari, e dal gennaio 2012 di LT Multimedia fino al 2014.
Nel 2008 ha firmato la regia del film Pane e olio.
Ha pubblicato alcuni volumi sulla televisione. Insieme a Fabrizia Cusani pubblica nell'ottobre 2013 il libro Fuga dalla città - Come condire un convivio con l'olio e vivere felici, pubblicato da LT Editore.
Nel 2016 diviene direttore responsabile del quotidiano on line Moondo fino al 2022..
Nel 2023 aderisce alla Federazione Civici Europei, progetto civico nazionale promosso da Alleanza Civica del Nord, Alleanza Civica Centro Italia e Mezzogiorno Federato, divenendone coordinatore per il Centro Italia. In vista delle elezioni europee del 2024, FCE sostiene la lista Stati Uniti d'Europa. Dal 2022 è direttore del magazine Il mondo nuovo e dal 2024 dell'omonima versione cartecea.

## Pubblicazioni
- Le cose possibili, 1982, Sugarco
- Le coccarde verde mare, 1987, Marsilio
- Nascita di Venere. La televisione e le cattedrali elettroniche, 1995, Liguori
- Pane e olio – guida ai frantoi artigiani (con Fabrizia Cusani), 2011, Alice
- Fuga dalla città (con Fabrizia Cusani), 2013, LT Multimedia
- Il valore dell'olio,  (con Mario Pacelli), 2015, Agra